# 깡롱현
깡롱현(베트남어: Huyện Càng Long / 縣乾隆)은 베트남 메콩강 삼각주 짜빈성의 현이다.

## 행정 구역
깡롱현은 1시진, 13사를 관할하고 있다.

### 시진
- 깡롱 시진 (Thị trấn Càng Long, 乾隆市鎭)

### 사
- 안쯔엉 사 (Xã An Trường, 安長社)
- 안쯔엉A 사 (Xã An Trường A, 安長A社)
- 빈푸 사 (Xã Bình Phú, 平富社)
- 다이푹 사 (Xã Đại Phúc, 大腹社)
- 다이프억 사 (Xã Đại Phước, 大福社)
- 득미 사 (Xã Đức Mỹ, 德美社)
- 후옌호이 사 (Xã Huyền Hội, 玄會社)
- 미껌 사 (Xã Mỹ Cẩm, 美錦社)
- 니롱 사 (Xã Nhị Long, 二隆社)
- 니롱푸 사 (Xã Nhị Long Phú, 二隆富社)
- 프엉타인 사 (Xã Phương Thạnh, 方盛社)
- 떤안 사 (Xã Tân An, 新安社)
- 떤빈 사 (Xã Tân Bình, 新平社)